# دیوید پوگ
دیوید پوگ (انگلیسی: David Pogue؛ زاده ۹ مارس ۱۹۶۳) یک مجری اهل ایالات متحده آمریکا است.